# Dendropsophus acreanus
Dendropsophus acreanus é uma espécie de anfíbio da família Hylidae.
Pode ser encontrada nos seguintes países: Bolívia, Brasil e Peru.
Os seus habitats naturais são: florestas subtropicais ou tropicais húmidas de baixa altitude, regiões subtropicais ou tropicais húmidas de alta altitude, marismas intermitentes de água doce, jardins rurais e florestas secundárias altamente degradadas.